# OpenSAFETY
openSAFETY ist ein Kommunikationsprotokoll zur Übertragung sicherheitsrelevanter Daten beim Betrieb von Maschinen und anderen technischen Einrichtungen in der industriellen Fertigung, in  Prozessanlagen oder in ähnlichen Bereichen. Bei derartigen Safety-Daten kann es sich z. B. um Alarmsignale handeln, die dadurch ausgelöst wurden, dass jemand oder etwas in Strahlen von Lichtschranken geraten ist, die in einem Gefahrenbereich vor Unfällen schützen sollen. Während herkömmliche Lösungen zur Übertragung solcher Signale besondere Leitungen zwischen den Schutzeinrichtungen vor Ort und Steuerungssystemen verwenden, die über spezielle Relais angeschlossen sind, erlaubt openSAFETY die Übermittlung von Sicherheitsinformationen ohne eigens für diese Art von Daten verlegte Kabelstrecken. Dies ist möglich, da openSAFETY ein Protokoll auf Bus-Basis ist, mit dem sich Sicherheitsdaten über bestehende Industrial-Ethernet-Leitungen übermitteln lassen. Das Sicherheitsprotokoll benutzt also Ethernet-Netzwerke mit, die ursprünglich für allgemeine Überwachungs- und Steuerungsaufgaben installiert wurden und auch weiterhin vorwiegend für diese Zwecke verwendet werden. Im Gegensatz zu anderen Bus-fähigen Safety-Protokollen, die nur mit jeweils einem oder mit einigen wenigen konkreten Industrial Ethernet-Implementierungen funktionieren und mit anderen Systemen nicht kompatibel sind, lässt sich openSAFETY mit einer Vielzahl unterschiedlicher Industrial Ethernet-Varianten einsetzen.

## Zertifizierung und funktionale Besonderheiten
openSAFETY ist nach der Norm IEC 61508 zertifiziert und erfüllt die Anforderungen für Anwendungen gemäß SIL 3. Das Protokoll wurde
durch die nationalen IEC-Gremien von gut zwei Dutzend Ländern geprüft, als Teil der IEC 61784-3 FSCP 13 genehmigt und zur internationalen Standardisierung freigegeben.
openSAFETY unterstützt Funktionen zur optimierten Datenübertragung, insbesondere den direkten Querverkehr zwischen Netzwerkteilnehmern untereinander (cross-traffic), das heißt die Kommunikation von Endgerät zu Endgerät ohne Umweg über spezielle Steuerungseinheiten. Zudem bietet es eine Reihe von Vorkehrungen zur Gewährleistung der Integrität und Fehlerfreiheit übermittelter Daten, so etwa Zeitstempel, eindeutige Kennungen für Datenpakete und weiteres. Das Protokoll kapselt Sicherheitsdaten innerhalb eines Standard-Ethernetframes. Ein openSAFETY-Frame besteht stets aus zwei Unterframes, die jeweils identische Kopien voneinander sind. Jeder der Unterframes enthält eine eigene CRC-Prüfsumme. Durch die so erreichte Mehrfachsicherung und Redundanz auf mehreren Ebenen wird ausgeschlossen, dass Verfälschungen von Sicherheitsdaten und andere Arten von Fehlern unbemerkt auftreten können.

## Interoperabilität und Open-Source-Lizenz
Im Gegensatz zu schon früher verfügbaren Bus-basierten Safety-Lösungen, die jeweils als Sicherheits-Ergänzung eines speziellen Industrial Ethernet-Protokolls oder einer konkreten Protokoll-Familie dienen, ist openSAFETY auf allgemeine Interoperabilität ausgerichtet. Zudem wurde openSAFETY unter einer BSD-Lizenz verfügbar gemacht; es ist damit quelloffen, während die übrigen Bus-basierten Sicherheitslösungen wie z. B. PROFIsafe, Safety over EtherCAT oder CIP Safety proprietäre Technologien sind.
Ursprünglich wurde auch die heute in openSAFETY aufgegangene Sicherheitslösung von der Ethernet POWERLINK Standardization Group (EPSG) als Safety-Ergänzung speziell für die von dieser Nutzerorganisation unterstützte Industrial Ethernet-Variante Powerlink entwickelt. Dieser Vorgänger von openSAFETY wurde 2007 unter dem Namen POWERLINK Safety vorgestellt. Das weiterentwickelte und nun quelloffene Protokoll ist jedoch nicht mehr an POWERLINK gebunden. Möglich ist vielmehr ein Einsatz mit einer Reihe unterschiedlicher wichtiger Industrial Ethernet-Implementierungen, konkret neben POWERLINK auch mit Profinet, SERCOS III, EtherNet/IP oder Modbus-TCP. Diese breite Interoperabilität mit ca. 90 % der 2010 weltweit installierten Industrial Ethernet-Netzwerke wird dadurch erreicht, dass openSAFETY nur auf der obersten (Anwendungs-)Kommunikationsschicht des Netzwerks arbeitet. Für die Übermittlung von Safety-Daten auf dieser Schicht stellen unterschiedliche Charakteristika verschiedener Protokollvarianten auf unteren Netzwerk-Ebenen keine wesentlichen Einschränkungen dar. Dieser Ansatz wird bei Kommunikationsprotokollen auch als Black Channel-Prinzip bezeichnet.

## Technologiedemonstration im Jahr 2010 und Entwicklungen seither
openSAFETY ist seit 2009 als Open-Source-Protokoll verfügbar. Das Protokoll ist damit unter den Bus-basierten Sicherheitslösungen eine noch junge Technologie.
Große Aufmerksamkeit zog das offene System auf der Hannover Messe Industrie im April 2010 auf sich, da bei der dortigen Präsentation von openSAFETY vier unterschiedliche funktionstüchtige Implementierungen der Sicherheitslösung gezeigt wurden, die in Netzwerkumgebungen mit SERCOS III, Modbus TCP, EtherNet/IP und POWERLINK liefen. Um diese Technologiedemonstration selbst und um die Bedeutung der Offenlegung des Systems unter einer Open-Source-Lizenz entwickelte sich schnell eine engagierte Debatte. Teils heftige Stellungnahmen pro und contra openSAFETY erschienen in der deutschen Fachpresse anlässlich der Messe und in weiterführender Berichterstattung.
Auf die openSAFETY-Vorstellung in Hannover folgten eine Reihe von Informationsveranstaltungen zu dieser Technologie auf kleineren Fachveranstaltungen, so etwa ein Vortrag auf dem 9. Internationalen Symposium des TÜV Rheinland im Mai 2010 in Köln. Auf dieser Konferenz zur Funktionalen Sicherheit in Industrieanwendungen stellte Stefan Schönegger vom österreichischen Unternehmen B&R Industrial Automation GmbH (B&R), das ein Mitentwickler und maßgeblicher Förderer von openSAFETY ist, die wesentlichen Eigenschaften und Funktionen des Protokolls im Überblick vor. Weitere Veranstaltungen auf späteren Branchenforen widmeten sich nach Darstellungen in der Fachpresse zunehmend der Art und Weise der konkreten Einrichtung des Protokolls sowie spezifischen Anwendungsfragen.